# 西熊山
西熊山（にしくまやま）は、徳島県三好市と高知県香美市の境界に位置する山である。標高1,815.9m。

## 地理

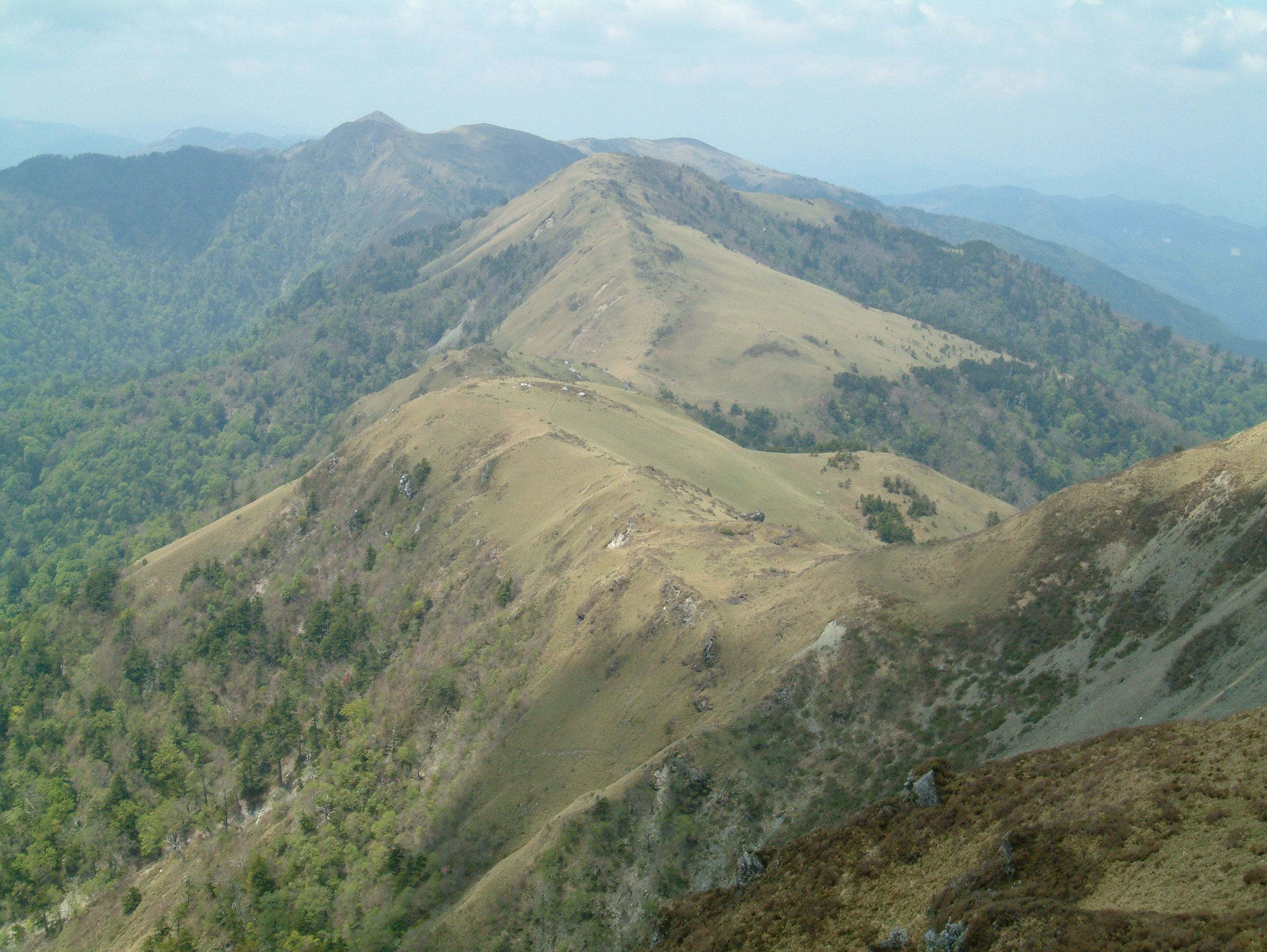
三嶺から西熊山へ続く稜線

三嶺の西方2km、旧三好郡東祖谷山村（現三好市）と旧香美郡物部村（現香美市）の境界に位置。
頂上はなだらかでミヤマクマザザとコメツツジに覆われている。三嶺から天狗塚の稜線上に位置し、三嶺・西熊山周辺から高知県側に流れ出る谷（物部川の支流）は西熊渓谷と呼ばれている。
西熊山山頂の西方約1kmの鞍部にある通称「お亀岩」の高知県側に「おかめ岩避難小屋（無人）」があり、小屋からさらに数分下ると良い水場がある。
お亀岩から５00㍍ほど西に登ると天狗峠（かつては躄峠と言っていた。1,780m）。この南側直近のピークを地蔵の頭と呼ぶ。
三嶺と西熊山を結ぶ縦走路は四国山地屈指の魅力あるルートであり登山者の人気が高いが、2000年代前半からニホンジカの食害により三嶺一帯が深刻なダメージを受けており、西熊山周辺も例外ではない。
天狗峠は徳島県の祖谷と高知県の物部を結ぶ交通路のひとつであった。第二次世界大戦前の文献には西熊山の名は見当たらない。